# Yasuo Fukuda
Yasuo Fukuda (Japans: 福田康夫, Fukuda Yasuo) (Takasaki, 16 juli 1936) is een Japans politicus. Hij was secretaris-generaal van het kabinet onder eerste ministers Yoshiro Mori en Junichiro Koizumi gedurende 1289 dagen, de langste periode ooit. Op 23 september 2007 werd hij verkozen tot partijvoorzitter van de LDP. Omdat zijn partij een overgrote meerderheid bezat in het lagerhuis werd hij dan ook premier van Japan op 25 september 2007. Fukuda is oudste zoon van voormalig premier Takeo Fukuda. Het is voor het eerst in de Japanse geschiedenis dat een zoon van een premier zelf ook premier wordt. Op 1 september 2008 legde hij met onmiddellijke ingang zijn ambt neer omdat hij geen andere uitweg zag uit de politieke impasse waarin het land verkeerde.

## Persoon
Fukuda werd geboren te Takasaki, Gunma op het hoofdeiland Honshū. Hij volgde les aan een van de meest prestigieuze humaniora van het land. In 1959 studeerde hij af aan de eveneens prestigieuze Waseda University, Tokio. Vervolgens ging hij werken bij Maruzen Petroleum (een oliemaatschappij die tegenwoordig deel uitmaakt van de Cosmo Oil Company) waar hij opklom tot afdelingshoofd. Van 1962 tot 1964 was hij gestationeerd in de Verenigde Staten. Tijdens de ambtstermijn van zijn vader Takeo Fukuda (premier van 1976 tot 1978) was Yasuo diens politiek secretaris en later ook persoonlijk secretaris. Van 1978 tot 1989 was hij directeur van het Kinzai Instituut.

## Politieke loopbaan
In 1990 verwierf Fukuda een zetel in het lagerhuis. In 1997 werd hij verkozen tot onderdirecteur van de Liberaal-Democratische Partij. Vervolgens werd hij in 2000 kabinetssecretaris onder Yoshiro Mori. Op 7 mei 2004 nam Fukuda ontslag na een groot politiek schandaal waarbij hij toegaf dat hijzelf geen bijdragen deed aan het pensioensysteem. Hij bleef echter volksvertegenwoordiger in het lagerhuis. Een functie die hij tot op de dag van vandaag uitoefent.
In 2006 werd hij gezien als een van de mogelijke opvolgers van Junichiro Koizumi. Fukuda nam echter niet deel aan de verkiezing tot secretaris-generaal van de LDP (nodig om premier te kunnen worden) en maakte zo de weg vrij voor Shinzo Abe die van kindsafbeen als mogelijke premier werd beschouwd.
Fukuda's meest opvallende politieke overtuiging is zijn afkeer van de bezoeken die Japanse premiers brengen aan het Yasukuni-schrijn. In juni 2006 trachtte hij samen met 134 andere volksvertegenwoordigers een alternatief voor het Yasukuni-schrijn op poten te zetten. Hij deed dit om grondwettelijke redenen, maar het is algemeen bekend dat de bezoeken van Japanse premiers aan Yasukuni buurlanden China en de beide Korea's een doorn in het oog zijn. Fukuda wordt dan ook algemeen gezien als een duif, vanwege zijn gematigde opstelling tegenover het buitenland.
Op 12 september 2007 verklaarde Shinzo Abe dat hij zou aftreden wegens ziekte en gebrek aan steun bij het volk voor zijn buitenlandbeleid. Fukuda kondigde aan dat hij kandidaat was voor de opvolging. Samen met Taro Aso was hij een van de favorieten. Hij had grote kans premier te worden aangezien hij lid was van de machtige factie van Nobutaka Machimura binnen de LDP. Verder genoot Fukuda de steun van de Koga-, Yamasaki- and Tanigaki-facties. Ook voormalig premier Koizumi verklaarde Fukuda tot favoriet. Zelfs zijn tegenstander Taro Aso, een havik op vlak van buitenlands beleid, zei dat Fukuda waarschijnlijk de interne verkiezing op 23 september 2007 voor secretaris-generaal van de LDP zou winnen. Fukuda werd inderdaad gekozen. Zijn benoeming tot partijvoorzitter zorgde ervoor dat Fukuda ook zeker premier wordt op 25 september wanneer het parlement een nieuwe premier aanstelt.
Fukuda had zich voorgenomen om werk te maken van verbeterde relaties met buurlanden China en de twee Korea's. Zo zag hij af van bezoeken aan de omstreden Yasukuni-schrijn. Hij volgde met deze buitenlandpolitiek min of meer de Fukuda-doctrine van zijn vader, die goede relaties zocht met vooral Zuidoost-Azië. Fukuda was van plan dezelfde principes toe te passen op de buurlanden.
In tegenstelling tot zijn voorganger Abe, wilde Fukuda ook meer aandacht schenken aan binnenlandse kwestie zoals onder meer de grote economische verschillen tussen het platteland en de stad.

## Aftreden
Op 1 september 2008 trad Fukuda af. Fukuda had veel last van een dalende populariteit en zag zijn plannen keer op keer geblokkeerd door de oppositie die het parlement controleert. Na de invoering van het veel bekritiseerde zorgplan voor ouderen in april 2008 was zijn populariteit wederom sterk gedaald. Met de invoering werden de premies voor ouderen boven de 75 jaar verhoogd en werden de onkosten van de gezondheidszorg afgetrokken van de pensioenbetalingen. Volgens de regering was dit plan onvermijdelijk om de vergrijzing in Japan, koploper op dit gebied in de wereld, het hoofd te bieden. De oppositie was fel tegen het plan. In juni zegde het door de oppositie gedomineerde parlement het vertrouwen in de premier op. In Japan heeft het opzeggen van het vertrouwen alleen dan zin als het Lagerhuis hier ook mee instemt. Het Lagerhuis werd op dat moment beheerst door de partij van de premier, en de instemming kwam niet. De premier zag echter geen uitweg meer uit de ontstane impasse en nam ontslag, naar eigen zeggen om een machtsvacuüm te voorkomen.